# Jean-Pierre Samoyault
Jean-Pierre Samoyault est un conservateur d'art et auteur français.

## Eléments du parcours
Jean-Pierre Emile Samoyault est né le 21 octobre 1938 à la Roche-Posay (Vienne) de Pierre Henri, mécanicien, et de Emilienne Marie Blaud, couturière . Il a été notamment responsable du Musée national du château de Fontainebleau pendant 23 ans, de 1971 à 1994, puis administrateur général du mobilier national pendant neuf ans, de 1994 à 2003,. Il est par ailleurs le père de Tiphaine Samoyault. Il a écrit plusieurs ouvrages sur l'histoire du mobilier.

## Principales publications
- Jean-Pierre Samoyault, Catalogue des collections de mobilier., Paris, Ministère de la culture, de la communication, des grands travaux et du Bicentenaire, Editions de la Réunion des musées nationaux, 1989-<2004> (ISBN 2-7118-2173-0, OCLC 28115658, lire en ligne)
- Pierre Arizzoli-Clémentel (Jean-Pierre Samoyault), Le mobilier de Versailles : chefs-d'œuvre du XIXe siècle, Dijon, Faton, 2009 (ISBN 978-2-87844-121-5, OCLC 456905341, lire en ligne)
- Jean-Pierre Samoyault, Mobilier français, Consulat et Empire, Paris, Gourcuff Gradenigo, 2009 (ISBN 978-2-35340-028-7, OCLC 244062744, lire en ligne)
- Chantal Gastinel-Coural (Jean-Pierre Samoyault), Les tapis du pouvoir : la manufacture de la Savonnerie dans la première moitié du XIXè siècle, [Dijon], dl 2020 (ISBN 978-2-87844-279-3, OCLC 1202605180, lire en ligne)
- Jean-Pierre Samoyault (Jean-Marcel Humbert, Lionel Dumarche), Muséoguide Napoléon, Antony [France], Editions S.I.D.E.S, 1989 (ISBN 2-86861-021-8, OCLC 21981141, lire en ligne)
- Tapisseries des Gobelins au Château de Fontainebleau : Musée national du château de Fontainebleau (Fontainebleau), 16 juin-13 septembre 1993.  (Musée national du Château de Fontainebleau), Paris, Editions de la Réunion des musées nationaux, 1993 (ISBN 2-7118-2854-9, OCLC 30479154, lire en ligne)
- Jean-Pierre Samoyault (Colombe Samoyault-Verlet, Charles Percier, Pierre François Léonard Fontaine, Musée national du Château de Fontainebleau), Un ameublement à la mode en 1802 : le mobilier du général Moreau : Musée national du château de Fontainebleau, 16 juin-14 septembre 1992., Paris, Réunion des musées nationaux, 1992 (ISBN 2-7118-2667-8, OCLC 29866894, lire en ligne)